# Biegi narciarskie na Mistrzostwach Świata w Narciarstwie Klasycznym 2003 – sztafeta mężczyzn
Sztafeta mężczyzn na 4x10 km – jedna z konkurencji rozgrywanych w ramach biegów narciarskich na Mistrzostwach Świata w Narciarstwie Klasycznym 2003; zawody odbyły się 25 lutego 2003 roku. Tytuł sprzed dwóch lat obroniła reprezentacja Norwegii w składzie: Anders Aukland, Frode Estil, Tore Ruud Hofstad i Thomas Alsgaard. Drugie miejsce zajęli Niemcy: Jens Filbrich, Andreas Schlütter, René Sommerfeldt i Axel Teichmann, a brązowy medal zdobyli Szwedzi: Anders Södergren, Mathias Fredriksson, Per Elofsson oraz Jörgen Brink.

## Rezultaty
| Miejsce | Numer | Państwo           | Zawodnicy                                                               | Czas                                      | Strata    |
| ------- | ----- | ----------------- | ----------------------------------------------------------------------- | ----------------------------------------- | --------- |
| 01 !    | 1     | Norwegia          | Anders Aukland Frode Estil Tore Ruud Hofstad Thomas Alsgaard            | 1:31:56,4 24:02,6 23:27,2 22:18,9 22:07,7 | –         |
| 02 !    | 3     | Niemcy            | Jens Filbrich Andreas Schlütter René Sommerfeldt Axel Teichmann         | 1:31:56,6 23:41,6 23:58,2 22:09,3 22:07,5 | +0,2      |
| 03 !    | 13    | Szwecja           | Anders Södergren Mathias Fredriksson Per Elofsson Jörgen Brink          | 1:32:12,8 23:42,0 23:22,3 22:21,5 22:47,0 | +16,4     |
| 4       | 6     | Rosja             | Wasilij Roczew Witalij Dienisow Siergiej Nowikow Andriej Nutrichin      | 1:32:21,5 23:47,7 23:53,4 21:55,6 22:44,8 | +25,1     |
| 5       | 10    | Szwajcaria        | Reto Burgermeister Beat Koch Gion-Andrea Bundi Patrik Mächler           | 1:33:16,9 23:23,4 23:41,3 23:29,0 22:43,2 | +1:20,5   |
| 6       | 11    | Finlandia         | Timo Toppari Kuisma Taipale Teemu Kattilakoski Sami Repo                | 1:33:36,2 24:17,3 24:40,7 22:25,4 22:12,8 | +1:39,8   |
| 7       | 7     | Czechy            | Lukáš Bauer Jiří Magál Petr Michl Martin Koukal                         | 1:33:37,8 23:49,0 24:52,0 22:40,3 22:16,5 | +1:41,4   |
| 8       | 9     | Estonia           | Aivar Rehemaa Andrus Veerpalu Jaak Mae Indrek Tobreluts                 | 1:33:44,9 24:17,6 23:21,8 22:10,1 23:55,4 | +1:48,5   |
| 9       | 12    | Japonia           | Katsuhito Ebisawa Hiroyuki Imai Mitsuo Horigome Masaaki Kozu            | 1:33:58,2 23:49,4 24:14,0 22:43,7 23:11,1 | +2:01,8   |
| 10      | 2     | Włochy            | Fabio Maj Fulvio Valbusa Pietro Piller Cottrer Cristian Zorzi           | 1:33:59,6 24:52,0 23:54,7 22:22,4 22:50,5 | +2:03,2   |
| 11      | 8     | Francja           | Alexandre Rousselet Vincent Vittoz Emmanuel Jonnier Stéphane Passeron   | 1:34:09,5 24:15,0 23:44,5 22:52,0 23:18,0 | +2:13,1   |
| 12      | 5     | Stany Zjednoczone | Kris Freeman Andrew Johnson Justin Wadsworth Carl Swenson               | 1:34:53,2 23:20,3 25:01,7 24:05,6 22:25,6 | +2:56,8   |
| 13      | 14    | Kazachstan        | Andriej Gołowko Dmitrij Jeriemienko Nikołaj Czebot´ko Maksim Odnoworcew | 1:35:04,8 23:44,4 24:38,3 23:22,6 23:19,5 | +3:08,4   |
| 14      | 17    | Ukraina           | Hennadij Nykon Roman Łejbiuk Ołeksandr Pucko Wołodymyr Olszanśkyj       | 1:36:25,7 24:00,4 24:27,9 23:36,8 24:20,6 | +4:29,3   |
| 15      | 15    | Kanada            | George Grey Drew Goldsack Chris Jefferies Dan Roycroft                  | 1:40:21,4 25:36,5 26:02,4 23:55,1 24:47,4 | +8:25,0   |
| 16      | 16    | Dania             | Jonas Olsen Rasmus Jensen Esben Thomsen Sune Thomsen                    | LAP 27:33,7 27:25,0 26:08,0 0             | +9:59,9 ! |
| –       | 4     | Austria           | Achim Walcher Michaił Botwinow Christian Hoffmann Roland Diethard       | DSQ 0                                     | +9:59,9 ! |